# Luigi Perversi
Luigi Perversi (né le 22 mai 1906 à Santa Cristina e Bissone et mort le 27 février 1991 à Garbagnate Milanese) est un footballeur italien, qui évoluait au poste de défenseur.

## Biographie
Luigi Perversi a joué l'essentiel de sa carrière avec l'Associazione Calcio Milan où il a participé à plus de 300 matchs.